# Ортона-деи-Марси
Ортона-деи-Марси (итал. Ortona dei Marsi) — коммуна в Италии, располагается в регионе Абруццо, в провинции Л’Акуила.
Население составляет 722 человека (2008 г.), плотность населения составляет 14 чел./км². Занимает площадь 52 км². Почтовый индекс — 67050. Телефонный код — 0863.
Покровителем коммуны почитается святой мученик Генерозий из Ортоны, празднование 8 мая.

## Демография
Динамика населения:

## Администрация коммуны
- Официальный сайт: http://www.comune.ortona.aq.it/